# ムービーウォーカー
株式会社ムービーウォーカー（英: MOVIE WALKER Co., Ltd.）は、東京都千代田区に本社および本店を置き、映画関連の事業を行うKADOKAWAグループの企業。KADOKAWAの連結子会社。
インターネットによる電子映画チケット「ムビチケ」サービスをはじめ、映画関連コンテンツの制作・発行、映画関連の広告宣伝および代理店業を事業の三本柱としている。元は「ムビチケ」事業から始まり、創業時の社名も「株式会社ムビチケ」であった。2017年7月1日に「株式会社ムービーウォーカー」へ商号変更。
2017年にはKADOKAWAから、雑誌『DVD&ブルーレイでーた』の発行および、映画情報ウェブサイト「Movie Walker」（後のMOVIE WALKER PRESS）の関連事業を承継するとともに、現社名の「株式会社ムービーウォーカー」へ商号変更した。

## 沿革
- 2011年7月7日 - 「株式会社ムビチケ」として会社設立[6]。
- 2014年9月1日 - 「株式会社エイガウォーカー」へ商号変更[10]。
- 2017年7月1日 - KADOKAWAから、雑誌『DVD&ブルーレイでーた』の発行、映画情報サイト「Movie Walker」を承継、同日付で現社名の「株式会社ムービーウォーカー」へ商号変更[7]。
- 2020年6月 - 映画情報サイトの名称を「Movie Walker」から「MOVIE WALKER PRESS」へ変更。

## 事業内容

### ムビチケ事業
- デジタル映画鑑賞券サービス「ムビチケ」の運営[3][8]
- ムビチケ前売券専用オンラインプリペイドコード「ムビチケ前売券GIFT」の発行[3][11]
- ムビチケ当日券を購入できるプリペイドコード「映画GIFT」の発行[3][12]

### コンテンツ事業

#### 雑誌
- 映像エンタテイメント総合誌『DVD&動画配信でーた』の編集・制作・発行を手掛ける[3]。元はKADOKAWAが発行していた雑誌であり[7]、創刊から30年を超えた[3]。ムービーウォーカー社への移管後も引き続きKADOKAWAが発売元となっている（毎月20日発売）。

#### 館内誌
- 日本全国のシネマコンプレックスで配布されるインシアターマガジン『月刊シネコンウォーカー』および、そのイオンシネマ版『月刊イオンエンターテイメントマガジン』の編集・制作・発行を手掛ける[3]。発行部数は公称90万部[3]。
- TOHOシネマズで配布されるインシアターマガジン『TOHOシネマズマガジン』の編集・制作を手掛ける[3]。
- 劇場発信型プレミアム・シアターカルチャーマガジン『T.（ティー）』の編集・制作・発行を手掛ける[3]。

#### ウェブサイト
- 映画情報専門サイト「MOVIE WALKER PRESS」[13]を運営する[3]。当事業もKADOKAWAから移管された[7]。

#### アプリケーション
- 映画情報や上映スケジュールの検索、電子入場券の購入、映画鑑賞記録などをワンストップで行える映画アプリ「MOVIE WAKER アプリ」[14]を運営する。

### 広告・イベント事業
そのほか、映画館内でのインシアタープロモーション、映画に関するインターネットプロモーション、映画祭など映画に関するイベントの企画運営、映画関連のプロモーション動画など広告ツール制作といった、映画・映像関連の広告業を広く手掛けている。